# 나지 모하메드

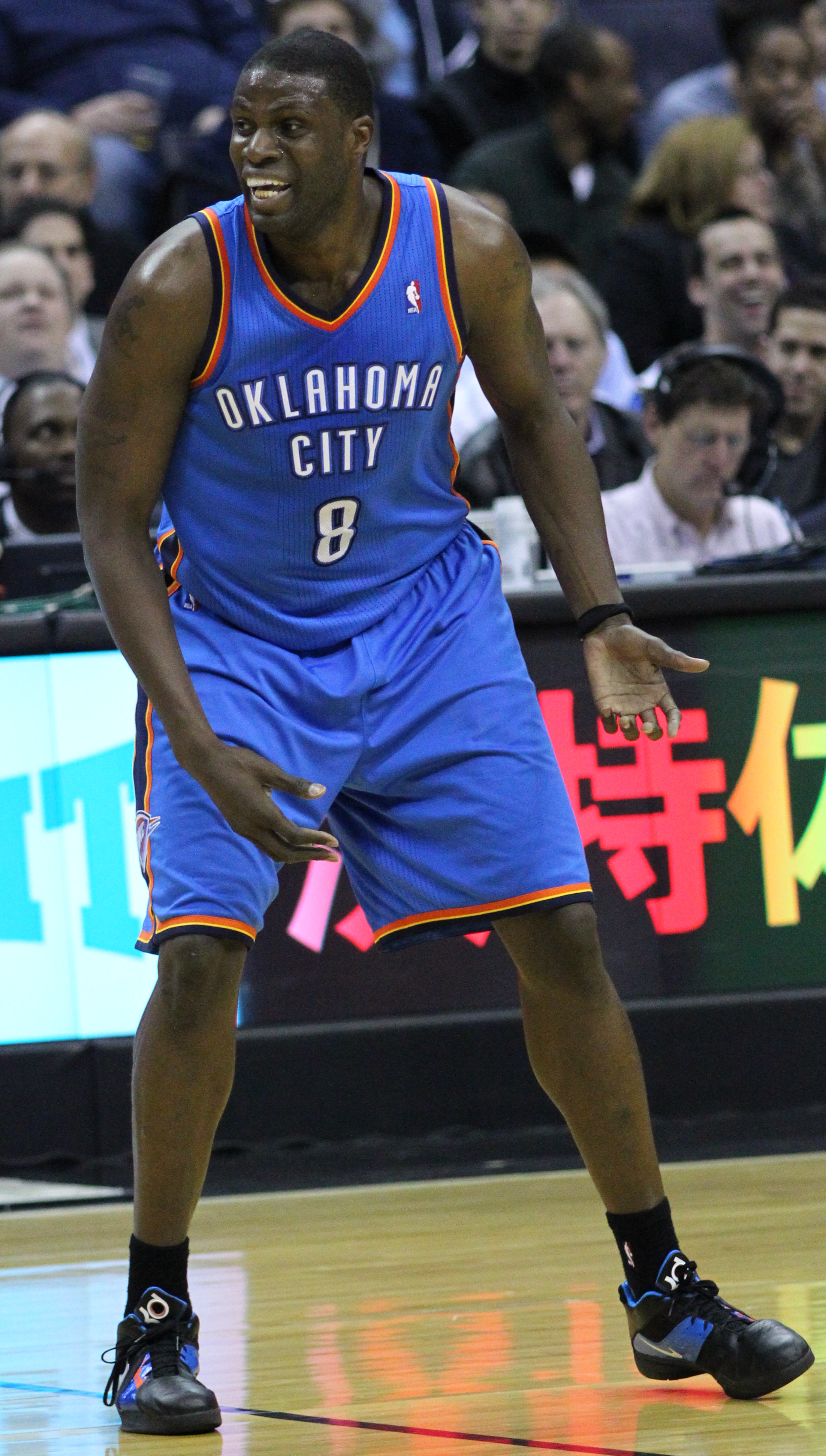

나지 모하메드(Nazr Mohammed, 본명: Nazr Tahiru Mohammed, /ˈnɑːzi/ NAH-zee, 1977년 9월 5일 ~ )는 미국의 전 프로 농구 선수로 NBA(전미 농구 협회)에서 숙련된 경력을 쌓았으며 18시즌 동안 8개의 다른 팀에서 뛰었다. 현재 오클라호마시티 블루의 단장이자 오클라호마시티 선더의 프로 스카우트이다. 켄터키에서 대학 농구를 했다.

## 어린 시절
가나 출신의 기업가 알하미 모하메드의 아들인 모하메드는 시카고에서 자랐으며 켄우드 아카데미에서 고등학교를 다녔고 1995년에 졸업했다. 모하메드는 1995년 가을에 315파운드의 몸무게로 켄터키 대학에 입학했으며 경기 시간이 거의 없었다. NCAA 챔피언십 시즌 동안. 2학년 때 몸을 날씬하게 만든 후 모하메드는 자말 마글루아르와 함께 출발 센터 자리를 공유했으며 와일드캣츠가 애리조나에 준우승했던 1997년에 핵심 기여자였다. 모하메드는 1998년에 다시 한번 마글루아르와 출발 위치를 공유했고, 다시 한번 그들은 3년 만에 두 번째로 NCAA 챔피언십을 켄터키로 가져왔다.